# Дива (картина Сальвадора Далі)
«Дива» — картина  іспанського художника Сальвадора Далі, написана у 1935 році. Зберігається у Театрі-музеї Сальвадора Далі у Фігерасі.

## Опис
Ця картина з яскраво вираженими символічним та іконографічним підтекстом і багатим асоціативним рядом — на тлі нічного пейзажу проявляються об'єкти, що бентежать глядача. Тут представлені такі значущі у творчості Далі елементи, як м'який годинник, скелі мису Креус, що оточують Кадакес, аморфні форми, людські фігури з шухлядами, окрайок хліба та рояль. Слід відзначити і антропоморфний характер волохатої завіси.
У цій роботі Далі дотримується своєї власної теорії, згідно з якою безладне скупчення не пов'язаних між собою ідей в результаті призводить до гармонії. Здається, ніби центральна фігура щойно зійшла з театрального або балетного подіуму, але поряд із нею, ліворуч, знаходиться якесь потужне геологічне утворення, а праворуч — дивна споруда в кубістичному дусі та антропоморфний глиняний глечик.